# Incilius gemmifer
Espèce
Synonymes
- Bufo gemmifer Taylor, 1940 "1939"

Statut de conservation UICN

 EN B1ab(iii)+2ab(iii) : En danger
Incilius gemmifer est une espèce d'amphibiens de la famille des Bufonidae.

## Répartition
Cette espèce est endémique du Guerrero au Mexique. Elle se rencontre sur le littoral au Nord-Ouest de la ville d'Acapulco.

## Description
Le mâle holotype mesure 90 mm et la femelle paratype 99,5 mm.

## Publication originale
- Taylor, 1940 "1939" : Herpetological Miscellany No I. The University of Kansas science bulletin, vol. 26, no 15, p. 489-571 (texte intégral).